# 11 de juliol
L'11 de juliol és el cent noranta-dosè dia de l'any del calendari gregorià i el cent noranta-tresè en els anys de traspàs. Queden 173 dies per finalitzar l'any.

## Esdeveniments
Països Catalans
- 1715 - Mallorca: les tropes borbòniques ocupen l'illa.
- 1911 - Barcelona: Es crea l'Escola Superior d'Agricultura de Barcelona, avui integrada a l'EEABB, que inicià les classes el 1912.[1]
- 1961 - Barcelona: s'hi funda Òmnium Cultural.
- 1978 - Sant Carles de la Ràpita, Tarragona: Accident del càmping Los Alfaques: Un camió cisterna carregat de gas propà, té un accident i col·lideix amb la tanca que limita el Càmping Els Alfacs amb la N-340, i explota, moren 215 persones. A conseqüència d'aquest incident, construeixen la variant de Sant Carles de la Ràpita.

Resta del món
- 1302 - Kortrijk (Comtat de Flandes): Batalla dels esperons d'or.
- 1708 - Oudenaarde (Flandes Oriental): els aliats obtenen una victòria decisiva en la batalla d'Oudenarde durant la Guerra de Successió Espanyola.
- 1940 - Segona Guerra Mundial: S'estableix formalment el règim col·laboracionista francès de Vichy. El Mariscal Pétain esdevé Primer Ministre de França.
- 1943 - Volínia, Polònia: Massacre de polonesos a Volínia. Durant 5 dies, l'Exèrcit Insurgent Ucraïnès (UPA), perpetra una neteja ètnica metòdicament preparada, cremant 167 pobles i ciutats. El total de polonesos morts a sang freda es calcula entre 30.000 i 80.000.
- 1943 - Segona Guerra Mundial: Invasió aliada de Sicília. Les tropes alemanyes i italianes llencen un contraatac.
- 1947 - Marsella, França: El vaixell Exodus 1947, amb 4.515 immigrants jueus, la majoria supervivents de l'Holocaust, posa proa cap a l'aleshores protectorat britànic de Palestina.
- 1979 - a prop de Perth, Austràlia: l'estació espacial Skylab reentra a l'atmosfera terrestre escampant trossos de ferralla en una àmplia zona sobre l'oceà Índic i l'oest d'Austràlia.
- 1995 - Srebrenica, Bòsnia i Hercegovina: Matança de Srebrenica. La ciutat bosniana de Srebrenica, teòricament protegida, sota mandat de l'ONU, per les tropes holandeses de l'UNPROFOR és presa per l'exèrcit de la República de Srpska sota el comandament del general Ratko Mladić, i hi assassinen, en un sol dia, més de 8.000 nens i homes bosnis que es trobaven sota la protecció dels cascos blaus. Es considera que és la massacre més terrible de la història europea recent.[2]
- 2002 - Crisi de l'illa Perejil: Incident diplomàtic entre Marroc i Espanya.
- 2010 - Copa del Món de Futbol: La Selecció Espanyola de Futbol guanya el Mundial a Sud-àfrica.
- 2021 - Cuba: hi esclaten protestes antigovernamentals.

## Naixements
Països Catalans
- 1890, Catarroja (l'Horta Sud): Josep Manuel Izquierdo Romeu, músic i compositor valencià (m. 1951).
- 1893 - Barcelona: Lluïsa Xifré Morros, militant antifeixista afusellada (m. 1939).[3]
- 1926, Barcelona: Antònia Vilàs i Ferràndiz, poetessa, rapsoda, cantant, lletrista, compositora de cançons i havaneres (m. 2013).[4]
- 1956, Sant Guim de Freixenet, la Segarra: Mercè Canela i Garayoa, escriptora catalana.[5]
- 1964, Palma: Miquela Forteza Oliver, historiadora de l’art i professora mallorquina.[6]
- 1977, Benimodo (la Ribera Alta): Abel Buades Vendrell, futbolista.
- 1979, Sabadell: Marina Gatell i Poch, actriu de teatre i cinema i productora catalana.[7]

Resta del món
- 1561, Còrdova: Luis de Góngora y Argote, poeta i dramaturg del Segle d'Or espanyol.[8]
- 1657, Königsberg: Frederic I de Prússia, primer rei de Prússia (m. 1713).
- 1720. Torija, Guadalajara, Espanya: Antonio de Sancha, impressor i llibreter establert a Madrid (n. 1790).
- 1723, Bòrt (Corresa) (França): Jean-François Marmontel, historiador francès i escriptor, era un membre del moviment de l'Enciclopèdia francesa (m. 1799).[9]
- 1732, Bourg-en-Bresse (França): Joseph Jêrôme Lefrançais Lalande, matemàtic i astrònom francès (m. 1807).[10]
- 1767, Braintree, actualment Quincy, Massachusetts, Estats Units: John Quincy Adams, advocat i polític. 6è President dels Estats Units (m. 1848).[11]
- 1846, Stuttgart: Anna Mehlig-Falk, pianista, deixebla de Franz Liszt (m. 1928).[12]
- 1860, Parísː Élisabeth de Riquet, comtessa Caraman-Chimay, aristòcrata i mecenes francesa, model literària per a Marcel Proust.[13]
- 1862, Londres: Liza Lehman, cantant i compositora d'òpera anglesa, coneguda per les seves composicions vocals (m. 1918).[14]
- 1885, Le Mans (França): Roger de La Fresnaye, pintor cubista francès (m. 1925).[15]
- 1903, Nàpols: Ebe Stignani, màxima mezzosoprano de la seva època a Itàlia (m.1974).[16]
- 1916, Atherton, Austràlia: Aleksandr Mikhàilovitx Prókhorov, físic soviètic, Premi Nobel de Física de 1964 (m. 2002).[17]
- 1923, Kolín: Ludmila Dvořáková, soprano txeca (m. 2015).[18]
- 1930, Nova York (EUA): Harold Bloom, crític literari, Premi Internacional Catalunya 2002.
- 1941, Badajoz: Rosa Morena, cantant i actriu espanyola.
- 1943:
  - Roma, Itàlia: Luciano Onder periodista, presentador televisiu i divulgador científic, italià.
  - Scranton, Pennsilvània (EUA): Howard Gardner, psicòleg americà conegut per la seva teoria de les intel·ligències múltiples.
- 1944, Mérida, (Veneçuela): Alba Quintanilla, compositora, arpista, clavicembalista, pianista, directora i pedagoga veneçolana.[19]
- 1956, Meridian, Mississipi, Estats Units: Sela Ward, actriu estatunidenca.
- 1959, Santa Monica, Califòrnia, Estats Units: Suzanne Vega, cantant estatunidenca.[20]
- 1968, Liorna, Itàlia: Camelia Liparoti motociclista italiana de ral·lis especialitzada en quads.[21]
- 1975, Valladolid, Espanya: Rubén Baraja, futbolista que va jugar la major part de la seva carrera al València CF.[22]
- 1996 - Jamaica: Jacob Romero Gibson, actor jamaicà.

## Necrològiques
Països Catalans
- 1966 - Barcelona: Dolors Frau i Julià, mezzosoprano catalana (n. 1882).[23]
- 1983 - els Monjos, Alt Penedès: Xavier Romeu i Juvé, escriptor, professor i polític independentista i marxista català.
- 1999 - Barcelona: Pere Duran i Farell, enginyer i empresari català, va introduir a Catalunya i a l'estat Espanyol el gas natural (n. 1921).
- 2000 - València: Francesc Ferrer Pastor, lexicògraf valencià (n. 1918).
- 2019 - Barcelona, Barcelonès: Pepita Pardell Terrade, animadora, dibuixant, il·lustradora i pintora catalana (n. 1928).[24]
- 2021 - 
  - La Vall d'en Bas, La Garrotxa: Ramon Basiana i Vers, dirigent esportiu català. Va ser president de la Federació Catalana de Patinatge entre 2002 i 2021 (n. 1957).[25]
  - Berga, el Berguedà: Jordi Cussà i Balaguer, escriptor, traductor i actor català.[26]

Resta del món
- 969 - Kíiv: Olga de Kíiv, aristòcrata varega de la Rus de Kíev venerada com a santa per les esglésies catòlica i ortodoxa (n. 879).[27]
- 1766 - Aranjuez: Isabel Farnese, reina d'Espanya pel seu matrimoni amb Felip V (n. 1692).[28]
- 1768 - Madrid: José de Nebra Blasco, organista i compositor aragonès (n. 1702).
- 1835, Berlínː Elisabeth von Staegemann,  escriptora, pintora i salonnière alemanya.[29]
- 1909 - Washington DC (EUA):Simon Newcomb, astrònom estatunidenc d'origen canadenc (n. 1835).[30]
- 1920 - Madrid: Eugènia de Montijo, darrera emperadriu dels francesos (n. 1826).[31]
- 1936 - San Salvador, El Salvador: Prudencia Ayala, escriptora, activista social i política salvadorenca (n. 1885).[32]
- 1937 - Hollywood: George Gershwin, compositor estatunidenc (n. 1898).
- 1959 - Newport Beach, Califòrnia, Estats Units: Victor McLaglen, actor britànic i estatunidenc.
- 1964 - Mar Negra: Maurice Thorez, polític francès, secretari general del Partit Comunista Francès entre 1930 i 1964 (n. 1900).[33]
- 1973 - Nova York, Estats Units: Robert Ryan, actor estatunidenc.
- 1974 - Danderyd (Suècia): Par Lagerkvist, escriptor suec, Premi Nobel de Literatura de 1951 (n. 1891).[34]
- 1976 - Bogotà, Colòmbia: Francisco de Asís León Bogislao de Greiff Häusler, més conegut com a León de Greiff, va ser un dels més destacats poetes del segle xx a Colòmbia (n. 1895).[35]
- 1983 - Santa Barbara, Califòrnia, Estats Units d'Amèrica: Ross Macdonald novel·lista canadenc-estatunidenc.
- 1989 - 
  - Lima (Perú): Magda Portal, poeta, escriptora i política peruana (n. 1900).[36]
  - Steyning, West Sussex: Laurence Olivier, actor, director teatral i productor britànic (n. 1907).[37]
- 1990 - Xangai (Xina): Sun Yu, actor, guionista i director de cinema xinès (n. 1900).[38]
- 2023 - Brno, Milan Kundera, escriptor txec (n. 1929).

## Festes i commemoracions
- Dia Mundial de la Població
- Diada de la Comunitat flamenca - Flandes
- Dia Internacional de Reflexió i Commemoració del Genocidi de Srebrenica de 1995[39]

### Santoral[40]

#### Església Catòlica[41]
- Sants i beats al Martirologi romà (2011): Benet de Núrsia, fundador; Pius I, papa (155); Marciana de Cesarea, màrtir (ca. 300); Marcià d'Icònium, màrtir (s. III-IV); Lleonci II de Bordeus, bisbe (570); Drostan de Deer, monjo (s. VI); Plàcid de Disentis, màrtir (s. VII); Hildulf de Trèveris, bisbe (ca. 700); Abundi de Còrdova, màrtir (854); Olga de Kíev, princesa (869); Kjeld de Viborg, canonge (1150); Anna An Xinzhi, Maria An Guozhi, Anna An Jiaozhi, Maria An Lihua, màrtirs (1900).
  - Beats: Bertran de la Gran Selva, abat (1149); Thomas Benstead, i Thomas Sprott, preveres màrtirs (1600); Rosalie-Clothilde Bès, Marie-Elisabeth Pélissier, Marie-Claire Blanc, i Marie-Marguerite de Barbegie d'Albarède, màrtirs (1794).
- Sants no inclosos al Martirologi: Sabí i Cebrià d'Antigny, màrtirs (s. V); Alberic de Savigny, abat (s. XII, però probablement inexistent).
- Venerables Raquel, matriarca d'Israel; Caterina Coromina, vídua i fundadora de les Germanes Josefines de la Caritat.
- Venerats a l'Orde de la Mercè: beat Anton Muller.
- Venerats a l'Orde del Cister: sant Alberic de Savigny, abat (s. XII), però amb dades errònies als Menologis.

#### Església Ortodoxa Armènia
- 22 Margats (correspon al 28 de juny del calendari julià): sants Eustoqui, Urbà, Proba, Lol·lus i Gaià d'Ancira, màrtirs.

#### Església Copta
- 4 Abib: translació de les relíquies dels sants Cir el Pobre, màrtir, i Joan el Pobre, monjo d'Edessa.

#### Església Ortodoxa Síria (segons el calendari gregorià)
- Sants: Pere apòstol, màrtir; Pau de Tars, apòstol; Aca d'Arzon, bisbe; Teodora, emperadriu (548); Simeó de les Olives (Xemun D'zaite) (734).

#### Església Ortodoxa (segons el calendari julià)
- Se celebren els corresponents al 24 de juliol del calendari gregorià.

#### Església Ortodoxa (calendari gregorià)
Corresponen als sants del 28 de juny del calendari julià.
- Sants: Serè, Plutarc, Heràclides, Heró, Raisó i màrtirs d'Alexandria (202); Cir el Pobre i Joan el Pobre, màrtirs a Canopus (311); Senufi el Portaestendard (segle iv); Pau el Metge de Corint, monjo (s. VII); Sena de Tauromenia; Xenofont de Robeika (1262); Sergi i Hermann de Valaamo (ca. 1353); Vasilij, diaca màrtir († 1918); Sebastiana, monja màrtir (1938); Grigori, diaca màrtir (1940); Josif i companys màrtirs; Màrtirs de Dabrobonij i Mileševo.

##### Església Ortodoxa Grega
- Sants Donat de Líbia, màrtir; Macedònies, màrtir; Pàpies, màrtir (ca. 300); Magnus, monjo; Tres Màrtirs de Galàcia; Setanta Màrtirs d'Escitòpolis; Sergi el Mestre, monjo a Nicomèdia (segle ix); Ulcià, monjo, i Moisès, abat.

##### Església Ortodoxa de Geòrgia
- Sant Jordi del Mont Atos, monjo; Cirió II de Geòrgia, patriarca màrtir (1918).

#### Esglésies luteranes
- Sant Benet de Núrsia, fundador, pare del monaquisme occidental; Església Evangèlica d'Alemanya: Renata de Ferrara, promotora de la Reforma (1575).

#### Esglésies anglicanes
- Sant Benet de Núrsia, fundador, pare del monaquisme occidental.